# Ник Пем
Ник Пем (словен. Nik Pem — Јесенице, 30. август 1995) професионални је словеначки хокејаш на леду који игра на позицијама левог крила и центра.
Члан је сениорске репрезентације Словеније за коју је на међународној сцени дебитовао на светском првенству 2017. године.